# Festival Eurovisão da Canção 2012
O Festival Eurovision de 2012 (em inglês:  Eurovision Song Contest 2012; em francês:  Concours Eurovision de la chanson 2012; em azeri:  2012 Avroviziya Mahnı Müsabiqəsi) foi a 57ª edição anual do evento. O festival foi realizado em Baku, Azerbaijão, depois da vitória desse país em Düsseldorf, sendo representados pelo duo Ell & Nikki, com a música Running Scared. O evento foi realizado no Baku Crystal Hall, uma nova arena que foi construída na cidade. As duas semifinais foram realizadas em 22 e 24 de maio, enquanto a final foi em 26 de maio.
O país vencedor do festival foi a Suécia, com a canção "Euphoria" interpretada por Loreen.

## Local
Diferente da Alemanha, onde havia sido realizada a edição do ano anterior, o Azerbaijão é um país pequeno. A única alternativa plausível seria realizar a próxima edição na sua capital, Baku, mas o país ainda não tinha um local para sediar o concurso. Previa-se a construção de uma nova arena especialmente para o evento no centro da cidade. No entanto, em 19 de maio de 2011, os organizadores anunciaram que provavelmente seria usado o Estádio Tofiq Bahramov, que tem capacidade para 37 mil pessoas sentadas, ou então o Palácio Heydar Aliyev. A confirmação do local que iria sediar o Concurso foi anunciada em 25 de janeiro de 2012, exatamente no dia do sorteio da definição das semifinais e de suas respectivas datas.

## Participantes
| País                 | Título original da Canção              | Artista                   | Processo                               | Data da Selecção                                             |
| País                 | Tradução em Português                  | Idiomas de Interpretação  | Processo                               | Data da Selecção                                             |
| -------------------- | -------------------------------------- | ------------------------- | -------------------------------------- | ------------------------------------------------------------ |
| Albânia              | "Suus"                                 | Rona Nishliu              | Festivali i Këngës 2012                | 29 de Dezembro de 2012                                       |
| Albânia              | Pessoal                                | língua albanesa           | Festivali i Këngës 2012                | 29 de Dezembro de 2012                                       |
| Alemanha             | "Standing Still"                       | Roman Lob                 | Unser Star für Baku                    | 16 de Fevereiro de 2012                                      |
| Alemanha             | Ainda de Pé                            | língua inglesa            | Unser Star für Baku                    | 16 de Fevereiro de 2012                                      |
| Áustria              | "Woki mit deim Popo"                   | Trackshittaz              | Österreich rockt den Song Contest 2012 | 20 de Fevereiro de 2012                                      |
| Áustria              | Mexe esse rabo                         | Alemão                    | Österreich rockt den Song Contest 2012 | 20 de Fevereiro de 2012                                      |
| Azerbaijão           | "When The Music Dies"                  | Sabina Babayeva           | Milli Seçim Turu 2012                  | Artista: 12 de Fevereiro de 2012 Canção: 17 de Março de 2012 |
| Azerbaijão           | Quando a música morre                  | língua inglesa            | Milli Seçim Turu 2012                  | Artista: 12 de Fevereiro de 2012 Canção: 17 de Março de 2012 |
| Bélgica              | "Would You?"                           | Iris                      | Eurosong 2012: Een song voor Iris      | 17 de Março de 2012                                          |
| Bélgica              | Poderias tu?                           | língua inglesa            | Eurosong 2012: Een song voor Iris      | 17 de Março de 2012                                          |
| Bielorrússia         | "We Are The Heroes"                    | Litesound                 | Eurofest 2012                          | 14 de Fevereiro de 2012                                      |
| Bielorrússia         | Nós somos os Heróis                    | língua inglesa            | Eurofest 2012                          | 14 de Fevereiro de 2012                                      |
| Bósnia e Herzegovina | "Korake ti znam"                       | MayaSar                   | BH Eurosong Show 2012                  | 15 de Março de 2012                                          |
| Bósnia e Herzegovina | Eu conheço os teus passos              | Bósnio                    | BH Eurosong Show 2012                  | 15 de Março de 2012                                          |
| Bulgária             | "Love Unlimited"                       | Sofi Marinova             | Bylgarskata pesen za Evroviziya 2012   | 29 de Fevereiro de 2012                                      |
| Bulgária             | Amor Ilimitado                         | Búlgaro                   | Bylgarskata pesen za Evroviziya 2012   | 29 de Fevereiro de 2012                                      |
| Chipre               | "La La Love"                           | Ivi Adamou                | Final Nacional de 2012                 | 25 de Janeiro de 2012                                        |
| Chipre               | La La Amor                             | língua inglesa            | Final Nacional de 2012                 | 25 de Janeiro de 2012                                        |
| Croácia              | "Nebo"                                 | Nina Badrić               | Dora 2012                              | 18 de Fevereiro de 2012                                      |
| Croácia              | Paraíso                                | Croata                    | Dora 2012                              | 18 de Fevereiro de 2012                                      |
| Dinamarca            | "Should've Known Better"               | Soluna Samay              | Dansk Melodi Grand Prix 2012           | 10 de Fevereiro de 2012                                      |
| Dinamarca            | Deveria ter conhecido melhor           | língua inglesa            | Dansk Melodi Grand Prix 2012           | 10 de Fevereiro de 2012                                      |
| Eslováquia           | "Don't Close Your Eyes"                | Max Jason Mai             | Selecção Interna de 2010               | 7 de Março de 2012                                           |
| Eslováquia           | Não feches os teus olhos               | língua inglesa            | Selecção Interna de 2010               | 7 de Março de 2012                                           |
| Eslovénia            | "Verjamem"                             | Eva Boto                  | EMA 2012                               | 26 de Fevereiro de 2012                                      |
| Eslovénia            | Eu acredito                            | Esloveno                  | EMA 2012                               | 26 de Fevereiro de 2012                                      |
| Espanha              | "Quédate Conmigo"                      | Pastora Soler             | Eurovision:Pastora Soler               | 3 de Março de 2012                                           |
| Espanha              | Fica comigo                            | Espanhol                  | Eurovision:Pastora Soler               | 3 de Março de 2012                                           |
| Estónia              | "Kuula"                                | Ott Lepland               | Eesti Laul 2012                        | 3 de Março de 2012                                           |
| Estónia              | Ouve                                   | Estónio                   | Eesti Laul 2012                        | 3 de Março de 2012                                           |
| Finlândia            | "När jag blundar"                      | Pernilla Karlsson         | UMK                                    | 25 de Fevereiro de 2012                                      |
| Finlândia            | Quando eu fecho os meus olhos          | Sueco                     | UMK                                    | 25 de Fevereiro de 2012                                      |
| França               | "Echo (You and I)"                     | Anggun                    | Selecção Interna 2012                  | 29 de Janeiro de 2012                                        |
| França               | Echo (Tu e eu)                         | língua inglesa & Francês  | Selecção Interna 2012                  | 29 de Janeiro de 2012                                        |
| Geórgia              | "I'm a Joker"                          | Anri Jokhadze             | Final Nacional de 2012                 | 3 de Março de 2012                                           |
| Geórgia              | Sou um Palhaço                         | língua inglesa & Géorgio  | Final Nacional de 2012                 | 3 de Março de 2012                                           |
| Grécia               | "Aphrodisiac"                          | Eleftheria Eleftheriou    | Ellinikos Telikos 2012                 | 12 de Março de 2012                                          |
| Grécia               | Afrodisíaco                            | língua inglesa            | Ellinikos Telikos 2012                 | 12 de Março de 2012                                          |
| Hungria              | "Sound of Our Hearts"                  | Compact Disco             | A Dal                                  | 11 de Fevereiro de 2012                                      |
| Hungria              | O som dos nossos corações              | língua inglesa            | A Dal                                  | 11 de Fevereiro de 2012                                      |
| Irlanda              | "Waterline"                            | Jedward                   | The Late Late Show Eurosong            | 24 de Fevereiro de 2012                                      |
| Irlanda              | Linha de Água                          | língua inglesa            | The Late Late Show Eurosong            | 24 de Fevereiro de 2012                                      |
| Islândia             | "Never Forget"                         | Gréta Salóme & Jónsi      | Söngvakeppni Sjónvarpsins 2012         | 11 de Fevereiro de 2012                                      |
| Islândia             | Nunca te esqueças                      | língua inglesa            | Söngvakeppni Sjónvarpsins 2012         | 11 de Fevereiro de 2012                                      |
| Israel               | "Time"                                 | Izabo                     | Selecção Interna e Nacional de 2012    |                                                              |
| Israel               | Tempo                                  | língua inglesa & Hebraico | Selecção Interna e Nacional de 2012    |                                                              |
| Itália               | "L'amore è femmina (Out of Love)"      | Nina Zilli                | Festival de San Remo 2012              | 18 de Fevereiro de 2012                                      |
| Itália               | O amor é mulher (Fora do Amor)         | língua inglesa & Italiano | Festival de San Remo 2012              | 18 de Fevereiro de 2012                                      |
| Letónia              | "Beautiful Song"                       | Anmary                    | Eirodziesma 2012                       | 18 de Fevereiro de 2012                                      |
| Letónia              | Música Bonita                          | língua inglesa            | Eirodziesma 2012                       | 18 de Fevereiro de 2012                                      |
| Lituânia             | "Love Is Blind"                        | Donny Montell             | Eurovizijos 2012                       | 3 de Março de 2012                                           |
| Lituânia             | O amor é cego                          | língua inglesa            | Eurovizijos 2012                       | 3 de Março de 2012                                           |
| Macedónia do Norte   | "Crno i belo" (Црно и бело)            | Kaliopi                   | Selecção Interna e Nacional de 2012    | 29 de Fevereiro de 2012                                      |
| Macedónia do Norte   | Preto e Branco                         | Macedónio                 | Selecção Interna e Nacional de 2012    | 29 de Fevereiro de 2012                                      |
| Malta                | "This Is The Night"                    | Kurt Calleja              | Malta Eurosong 2012                    | 4 de Fevereiro de 2012                                       |
| Malta                | Esta é a noite                         | língua inglesa            | Malta Eurosong 2012                    | 4 de Fevereiro de 2012                                       |
| Moldávia             | "Lăutar"                               | Pasha Parfeny             | Final Nacional de 2012                 | 11 de Março de 2012                                          |
| Moldávia             | Lăutar                                 | língua inglesa            | Final Nacional de 2012                 | 11 de Março de 2012                                          |
| Montenegro           | "Euro Neuro"                           | Rambo Amadeus             | Selecção Interna e Nacional de 2012    | 15 de Março de 2012                                          |
| Montenegro           | Euro Neuro                             | língua inglesa            | Selecção Interna e Nacional de 2012    | 15 de Março de 2012                                          |
| Noruega              | "Stay"                                 | Tooji                     | Melodi Grand Prix 2012                 | 11 de Fevereiro de 2012                                      |
| Noruega              | Fica                                   | língua inglesa            | Melodi Grand Prix 2012                 | 11 de Fevereiro de 2012                                      |
| Países Baixos        | "You and Me"                           | Joan Franka               | Nationaal Songfestival 2012            | 26 de Fevereiro de 2012                                      |
| Países Baixos        | Tu e Eu                                | língua inglesa            | Nationaal Songfestival 2012            | 26 de Fevereiro de 2012                                      |
| Portugal             | "Vida Minha"                           | Filipa Sousa              | Festival RTP da Canção 2012            | 10 de Março de 2012                                          |
| Portugal             | Vida Minha                             | língua portuguesa         | Festival RTP da Canção 2012            | 10 de Março de 2012                                          |
| Reino Unido          | "Love Will Set You Free"               | Engelbert Humperdinck     | Selecção Interna de 2012               | 19 de Março de 2012                                          |
| Reino Unido          | O amor libertar-te-á                   | língua inglesa            | Selecção Interna de 2012               | 19 de Março de 2012                                          |
| Roménia              | "Zaleilah"                             | Mandinga                  | Selectia Nationala 2012                | 10 de Março de 2012                                          |
| Roménia              | Zaleilah                               | Espanhol & língua inglesa | Selectia Nationala 2012                | 10 de Março de 2012                                          |
| Rússia               | "Party for Everybody"                  | Buranovskiye Babushki     | Final Nacional de 2012                 | 7 de Março de 2012                                           |
| Rússia               | Festa para Todos                       | Udmurte & língua inglesa  | Final Nacional de 2012                 | 7 de Março de 2012                                           |
| San Marino           | "The Social Network Song"              | Valentina Monetta         | Selecção Interna e Nacional de 2012    | 22 de Março de 2012                                          |
| San Marino           | A Canção da Rede Social                | Inglês                    | Selecção Interna e Nacional de 2012    | 22 de Março de 2012                                          |
| Sérvia               | "Nije Ljubav Stvar" (Није љубав ствар) | Željko Joksimović         | Evropska pesma 2012                    | 10 de Março de 2012                                          |
| Sérvia               | O amor não é um objeto                 | Sérvio                    | Evropska pesma 2012                    | 10 de Março de 2012                                          |
| Suécia               | "Euphoria"                             | Loreen                    | Melodifestivalen 2012                  | 10 de Março de 2012                                          |
| Suécia               | Euforia                                | língua inglesa            | Melodifestivalen 2012                  | 10 de Março de 2012                                          |
| Suíça                | "Unbreakable"                          | Sinplus                   | Die grosse Entschendiungs Show 2012    | 10 de Dezembro de 2012                                       |
| Suíça                | Inseparável                            | língua inglesa            | Die grosse Entschendiungs Show 2012    | 10 de Dezembro de 2012                                       |
| Turquia              | "Love Me Back"                         | Can Bonomo                | Selecção Interna de 2012               | 22 de Fevereiro de 2012                                      |
| Turquia              | Ama-me de novo                         | língua inglesa            | Selecção Interna de 2012               | 22 de Fevereiro de 2012                                      |
| Ucrânia              | "Be My Guest"                          | Gaitana                   | Final Nacional 2012                    | 18 de Fevereiro de 2012                                      |
| Ucrânia              | Sê o meu Convidado                     | língua inglesa            | Final Nacional 2012                    | 18 de Fevereiro de 2012                                      |

## Organização

### Sorteio das Semifinais
O sorteio para definir em qual  semifinal cada país iria se apresentar foi realizado em 25 de Janeiro de 2012. Os países participantes (exceto Alemanha, Azerbaijão, Espanha, França, Itália e Reino Unido) foram divididos em seis grupos, baseados na votação dos concursos anteriores. Em cada grupo, a primeira metade se apresenta na primeira semifinal, enquanto a segunda metade na segunda parte. Esse sorteio funciona como uma espécie de rascunho da ordem de apresentação nas semifinais, já que ocorre um segundo sorteio para definir a ordem de participação de cada um dos países participantes e seus respectivos ensaios.
| Pote 1                                                                                        | Pote 2                                                          | Pote 3                                                          | Pote 4                                                | Pote 5                                                      | Pote 6                                                               |
| --------------------------------------------------------------------------------------------- | --------------------------------------------------------------- | --------------------------------------------------------------- | ----------------------------------------------------- | ----------------------------------------------------------- | -------------------------------------------------------------------- |
| - Albânia - Bósnia e Herzegovina - Croácia - Macedónia do Norte - Montenegro - Sérvia - Suíça | - Dinamarca - Estónia - Finlândia - Islândia - Noruega - Suécia | - Bielorrússia - Geórgia - Israel - Moldávia - Rússia - Ucrânia | - Bélgica - Chipre - Grécia - Países Baixos - Turquia | - Irlanda - Letónia - Lituânia - Malta - Portugal - Roménia | - Áustria - Bulgária - Hungria - San Marino - Eslovénia - Eslováquia |

## Festival

Países que participam na 1ª semifinal
Países que votam na 1ª semifinal
Países que participam na 2ª semifinal
Países que votam na 2ª semifinal

### Semifinal 1
Fonte (dos resultados): Página Oficial do Festival Eurovisão da Canção

(Azerbaijão, Itália e Espanha votam nesta semifinal)
| #  | País       | Idioma           | Artista                | Canção                    | Tradução para Português       | Pontuação | Lugar |
| -- | ---------- | ---------------- | ---------------------- | ------------------------- | ----------------------------- | --------- | ----- |
| 01 | Montenegro | Inglês           | Rambo Amadeus          | "Euro Neuro"              | Euro Neuro                    | 20        | 15º   |
| 02 | Islândia   | Inglês           | Gréta Salóme & Jónsi   | "Never Forget"            | Nunca te esqueças             | 75        | 08º   |
| 03 | Grécia     | Inglês           | Eleftheria Eleftheriou | "Aphrodisiac"             | Afrodisíaco                   | 116       | 04º   |
| 04 | Letónia    | Inglês           | Anmary                 | "Beautiful Song"          | Música Bonita                 | 17        | 16º   |
| 05 | Albânia    | Albanês          | Rona Nishliu           | "Suus"2                   | Pessoal                       | 146       | 02º   |
| 06 | Roménia    | Espanhol, Inglês | Mandinga               | "Zaleilah"                | Zaleilah                      | 120       | 03º   |
| 07 | Suíça      | Inglês           | Sinplus                | "Unbreakable"             | Inseparável                   | 45        | 11º   |
| 08 | Bélgica    | Inglês           | Iris                   | "Would You?"              | Poderias tu?                  | 16        | 17º   |
| 09 | Finlândia  | Sueco            | Pernilla Karlsson      | "När jag blundar"         | Quando eu fecho os meus olhos | 41        | 12º   |
| 10 | Israel     | Inglês, Hebraico | Izabo                  | "Time"                    | Tempo                         | 33        | 13º   |
| 11 | San Marino | Inglês3          | Valentina Monetta      | "The Social Network Song" | A canção da Rede Social       | 31        | 14º   |
| 12 | Chipre     | Inglês           | Ivi Adamou             | "La La Love"              | La La Amor                    | 91        | 07º   |
| 13 | Dinamarca  | Inglês           | Soluna Samay           | "Should've Known Better"  | Deveria ter conhecido melhor  | 63        | 09º   |
| 14 | Rússia     | Udmurte, Inglês  | Buranovskiye Babushki  | "Party for Everybody"     | Festa para Todos              | 152       | 01º   |
| 15 | Hungria    | Inglês           | Compact Disco          | "Sound of Our Hearts"     | O som dos nossos corações     | 52        | 10º   |
| 16 | Áustria    | Alemão4          | Trackshittaz           | "Woki mit deim Popo"      | Mexe esse rabo                | 8         | 18º   |
| 17 | Moldávia   | Inglês5          | Pasha Parfeny          | "Lăutar"                  | Lăutar                        | 100       | 05º   |
| 18 | Irlanda    | Inglês           | Jedward                | "Waterline"               | Linha de Água                 | 92        | 06º   |

2.↑ Mesmo que a música seja completamente em Albanês, o título é em Latim.
3.↑  Contém algumas frases em Italiano.
4.↑  A entrada austríaca é cantada em Mühlviertlerisch, um dialeto da Alta Áustria.
5.↑  Mesmo sendo cantada totalmente em Inglês, o título é em Romeno.
| Resultados | Resultados       | Resultados      | Resultados      | Resultados      | Resultados      | Resultados      | Resultados      | Resultados      | Resultados      | Resultados      | Resultados      | Resultados      | Resultados      | Resultados      | Resultados      | Resultados      | Resultados      | Resultados      | Resultados      | Resultados      | Resultados      | Resultados      | Resultados | Resultados | Resultados | Resultados | Resultados    | Resultados    | Resultados        |
| #          | Países Pontuados | Países Votantes | Países Votantes | Países Votantes | Países Votantes | Países Votantes | Países Votantes | Países Votantes | Países Votantes | Países Votantes | Países Votantes | Países Votantes | Países Votantes | Países Votantes | Países Votantes | Países Votantes | Países Votantes | Países Votantes | Países Votantes | Países Votantes | Países Votantes | Países Votantes | Parciais   | Parciais   | Parciais   | Parciais   | Classificação | Classificação | Situação          |
| #          | Países Pontuados | Albânia         | Áustria         | Azerbaijão      | Bélgica         | Chipre          | Dinamarca       | Espanha         | Finlândia       | Grécia          | Hungria         | Irlanda         | Islândia        | Israel          | Itália          | Letónia         | Moldávia        | Montenegro      | Roménia         | Rússia          | SMR             | Suíça           | Júri       | Class.     | Televoto   | Class.     | Total         | Lugar         | Passou Não Passou |
| ---------- | ---------------- | --------------- | --------------- | --------------- | --------------- | --------------- | --------------- | --------------- | --------------- | --------------- | --------------- | --------------- | --------------- | --------------- | --------------- | --------------- | --------------- | --------------- | --------------- | --------------- | --------------- | --------------- | ---------- | ---------- | ---------- | ---------- | ------------- | ------------- | ----------------- |
| 05         | Albânia          |                 | 12              | 12              | 10              | 10              | 7               | 4               | 5               | 10              | 10              | 1               | 3               | 5               | 12              | 4               | 1               | 12              | 4               | 2               | 10              | 12              | 131        | 1º         | 131        | 3º         | 146           | 2º            |                   |
| 16         | Áustria          |                 |                 |                 | 2               |                 |                 |                 |                 |                 |                 |                 | 1               |                 |                 |                 |                 |                 |                 |                 |                 | 5               | 27         | 17º        | 15         | 17º        | 8             | 18º           |                   |
| 08         | Bélgica          | 2               |                 |                 |                 |                 |                 | 1               | 2               | 4               |                 | 6               |                 |                 |                 |                 |                 |                 | 1               |                 |                 |                 | 38         | 15º        | 2          | 18º        | 16            | 17º           |                   |
| 12         | Chipre           | 6               |                 | 1               | 3               |                 |                 | 8               | 1               | 12              |                 | 5               | 12              | 10              | 7               | 3               | 3               | 6               | 7               | 7               |                 |                 | 90         | 4º         | 99         | 6º         | 91            | 7º            |                   |
| 13         | Dinamarca        |                 |                 |                 |                 | 4               |                 |                 | 8               | 1               | 1               | 7               | 8               |                 | 6               | 8               |                 |                 | 3               | 3               | 4               | 10              | 81         | 6º         | 53         | 9º         | 63            | 9º            |                   |
| 09         | Finlândia        | 1               |                 |                 | 1               |                 | 8               |                 |                 |                 | 12              | 3               | 7               | 2               |                 | 6               |                 |                 |                 |                 |                 | 1               | 57         | 12º        | 36         | 12º        | 41            | 12º           |                   |
| 03         | Grécia           | 8               | 1               | 10              | 8               | 12              | 4               | 3               |                 |                 |                 | 10              | 5               | 3               | 5               |                 | 10              | 10              | 12              | 5               | 7               | 3               | 103        | 3º         | 110        | 5º         | 116           | 4º            |                   |
| 15         | Hungria          | 7               | 4               | 2               | 6               | 5               | 5               |                 | 4               |                 |                 |                 |                 |                 |                 |                 | 5               |                 | 8               |                 |                 | 6               | 76         | 7º         | 39         | 11º        | 52            | 10º           |                   |
| 18         | Irlanda          |                 | 8               | 4               | 7               |                 | 2               | 5               | 7               | 3               | 6               |                 | 10              | 7               |                 | 10              |                 | 1               |                 | 10              | 12              |                 | 10º        | 72         | 116        | 4º         | 92            | 6º            |                   |
| 02         | Islândia         |                 | 2               |                 | 5               | 8               | 10              | 6               | 10              | 5               | 4               |                 |                 | 4               | 1               | 5               | 2               | 5               |                 | 1               | 3               | 4               | 70         | 11º        | 79         | 8º         | 75            | 8º            |                   |
| 10         | Israel           |                 | 7               |                 |                 | 1               | 3               | 2               | 3               |                 | 5               |                 |                 |                 |                 | 1               |                 |                 | 5               | 6               |                 |                 | 72         | 9º         | 16         | 16º        | 33            | 13º           |                   |
| 04         | Letónia          |                 |                 | 3               |                 |                 |                 |                 |                 |                 |                 | 4               |                 |                 |                 |                 | 4               | 2               |                 | 4               |                 |                 | 17         | 18º        | 18         | 15º        | 17            | 16º           |                   |
| 17         | Moldávia         | 4               | 6               | 6               |                 | 3               | 6               | 10              | 6               | 6               | 2               | 2               |                 | 6               | 4               | 2               |                 | 3               | 10              | 12              | 5               | 7               | 107        | 2º         | 85         | 7º         | 100           | 5º            |                   |
| 01         | Montenegro       | 12              |                 |                 |                 |                 |                 |                 |                 |                 |                 |                 |                 |                 |                 |                 |                 |                 |                 |                 | 8               |                 | 28         | 16º        | 24         | 14º        | 20            | 15º           |                   |
| 06         | Roménia          | 5               | 5               | 7               | 4               | 6               | 1               | 12              |                 | 8               | 3               | 12              | 4               | 8               | 10              |                 | 12              | 7               |                 | 8               | 6               | 2               | 87         | 5º         | 132        | 2º         | 120           | 3º            |                   |
| 14         | Rússia           |                 | 10              | 8               | 12              | 7               | 12              | 7               | 12              | 7               | 7               | 8               | 6               | 12              | 2               | 12              | 6               | 8               | 6               |                 | 2               | 8               | 75         | 8º         | 189        | 1º         | 152           | 1º            |                   |
| 11         | SMR              | 10              |                 | 5               |                 |                 |                 |                 |                 | 2               |                 |                 |                 |                 | 3               |                 | 7               | 4               |                 |                 |                 |                 | 42         | 14º        | 25         | 13º        | 31            | 14º           |                   |
| 07         | Suíça            | 3               | 3               |                 |                 | 2               |                 |                 |                 |                 | 8               |                 | 2               | 1               | 8               | 7               | 8               |                 | 2               |                 | 1               |                 | 45         | 13º        | 49         | 10º        | 45            | 11º           |                   |
| #          | Países Pontuados | Albânia         | Áustria         | Azerbaijão      | Bélgica         | Chipre          | Dinamarca       | Espanha         | Finlândia       | Grécia          | Hungria         | Irlanda         | Islândia        | Israel          | Itália          | Letónia         | Moldávia        | Montenegro      | Roménia         | Rússia          | SMR             | Suíça           | Júri       | Class.     | Televoto   | Class.     | Total         | Lugar         | Passou Não Passou |
| #          | Países Pontuados | Países Votantes | Países Votantes | Países Votantes | Países Votantes | Países Votantes | Países Votantes | Países Votantes | Países Votantes | Países Votantes | Países Votantes | Países Votantes | Países Votantes | Países Votantes | Países Votantes | Países Votantes | Países Votantes | Países Votantes | Países Votantes | Países Votantes | Países Votantes | Países Votantes | Parciais   | Parciais   | Parciais   | Parciais   | Classificação | Classificação | Situação          |

     Vencedor
     2.º lugar
     3.º lugar
     Regra de um país não poder votar em si próprio
     0 (zero) pontos
     Passou à final
     Apurado pelo júri para a final
     Passaria/ganharia à final só com televoto
     Passaria à final/ganharia só com júri
     Não passaria à final/não ganharia só com televoto 
     Não passaria à final/não ganharia só com júri
     Pontuação nula ("null points")
Negrito + itálico Pontuação dos países apurados/dos três primeiros na final
Negrito Pontuação mais alta do parcial júri ou televoto (e a pontuação individual 12)

### Semifinal 2
Fonte (dos resultados): Página Oficial do Festival Eurovisão da Canção

(França, Alemanha e Reino Unido votam nessa semifinal. Nota: a Alemanha fez um pedido especial para votar nessa semifinal, que foi deferido.)
| #  | País                 | Idioma          | Artista           | Canção                                 | Tradução para Português   | Pontuação | Lugar |
| -- | -------------------- | --------------- | ----------------- | -------------------------------------- | ------------------------- | --------- | ----- |
| 01 | Sérvia               | Sérvio          | Željko Joksimović | "Nije Ljubav Stvar" (Није љубав ствар) | Não é uma questão de amor | 159       | 02º   |
| 02 | Macedónia do Norte   | Macedônio       | Kaliopi           | "Crno i belo" (Црно и бело)            | Preto e Branco            | 53        | 09º   |
| 03 | Países Baixos        | Inglês          | Joan Franka       | "You and Me"                           | Tu e Eu                   | 35        | 15º   |
| 04 | Malta                | Inglês          | Kurt Calleja      | "This Is The Night"                    | Esta é a noite            | 70        | 07º   |
| 05 | Bielorrússia         | Inglês          | Litesound         | "We Are The Heroes"                    | Nós somos os Heróis       | 35        | 16º   |
| 06 | Portugal             | Português       | Filipa Sousa      | "Vida Minha"                           | Vida Minha                | 39        | 13º   |
| 07 | Ucrânia              | Inglês          | Gaitana           | "Be My Guest"                          | Sê o meu Convidado        | 64        | 08º   |
| 08 | Bulgária             | Búlgaro6        | Sofi Marinova     | "Love Unlimited"                       | Amor Ilimitado            | 45        | 11º * |
| 09 | Eslovénia            | Esloveno        | Eva Boto          | "Verjamem"                             | Eu acredito               | 31        | 17º   |
| 10 | Croácia              | Croata          | Nina Badrić       | "Nebo"                                 | Paraíso                   | 42        | 12º   |
| 11 | Suécia               | Inglês          | Loreen            | "Euphoria"                             | Euforia                   | 181       | 01º   |
| 12 | Geórgia              | Inglês, Géorgio | Anri Jokhadze     | "I'm a Joker"                          | Sou um Palhaço            | 36        | 14º   |
| 13 | Turquia              | Inglês          | Can Bonomo        | "Love Me Back"                         | Ama-me de novo            | 80        | 05º   |
| 14 | Estónia              | Estônio         | Ott Lepland       | "Kuula"                                | Ouve                      | 100       | 04º   |
| 15 | Eslováquia           | Inglês          | Max Jason Mai     | "Don't Close Your Eyes"                | Não feches os teus olhos  | 22        | 18º   |
| 16 | Noruega              | Inglês          | Tooji             | "Stay"                                 | Fica                      | 45        | 10º * |
| 17 | Bósnia e Herzegovina | Bósnio          | MayaSar           | "Korake ti znam"                       | Eu conheço os teus passos | 77        | 06º   |
| 18 | Lituânia             | Inglês          | Donny Montell     | "Love Is Blind"                        | O amor é cego             | 104       | 03º   |

- Houve um empate inédito no décimo lugar da segunda semifinal. Noruega e Bulgária empataram em pontos e no número de países a votar em si. Por isso, o desempate foi feito com o maior número de pontos individuais dados a cada uma[32]

6.↑  A música tem versos em Árabe, Azeri, Espanhol, Francês, Grego, Italiano, Romani, Servio-Croata e Turco.
| Resultados | Resultados           | Resultados      | Resultados      | Resultados           | Resultados      | Resultados      | Resultados      | Resultados      | Resultados      | Resultados      | Resultados      | Resultados      | Resultados      | Resultados         | Resultados      | Resultados      | Resultados      | Resultados      | Resultados      | Resultados      | Resultados      | Resultados      | Resultados | Resultados | Resultados | Resultados | Resultados    | Resultados    | Resultados        |
| #          | Países Pontuados     | Países Votantes | Países Votantes | Países Votantes      | Países Votantes | Países Votantes | Países Votantes | Países Votantes | Países Votantes | Países Votantes | Países Votantes | Países Votantes | Países Votantes | Países Votantes    | Países Votantes | Países Votantes | Países Votantes | Países Votantes | Países Votantes | Países Votantes | Países Votantes | Países Votantes | Parciais   | Parciais   | Parciais   | Parciais   | Classificação | Classificação | Situação          |
| #          | Países Pontuados     | Alemanha        | Bielorrússia    | Bósnia e Herzegovina | Bulgária        | Croácia         | Eslováquia      | Eslovénia       | Estónia         | França          | Geórgia         | Países Baixos   | Lituânia        | Macedónia do Norte | Malta           | Noruega         | Portugal        | Reino Unido     | Sérvia          | Suécia          | Turquia         | Ucrânia         | Júri       | Class.     | Televoto   | Class.     | Total         | Lugar         | Passou Não Passou |
| ---------- | -------------------- | --------------- | --------------- | -------------------- | --------------- | --------------- | --------------- | --------------- | --------------- | --------------- | --------------- | --------------- | --------------- | ------------------ | --------------- | --------------- | --------------- | --------------- | --------------- | --------------- | --------------- | --------------- | ---------- | ---------- | ---------- | ---------- | ------------- | ------------- | ----------------- |
| 05         | Bielorrússia         |                 |                 |                      |                 | 2               |                 |                 |                 |                 | 8               | 1               | 7               | 1                  | 4               |                 |                 |                 |                 |                 |                 | 12              | 52         | 11º        | 37         | 12º        | 35            | 16º           |                   |
| 17         | Bósnia e Herzegovina | 5               |                 |                      | 1               | 12              | 6               | 5               |                 | 4               | 2               | 5               |                 | 5                  |                 | 4               | 5               | 1               | 5               | 5               | 12              |                 | 77         | 6º         | 70         | 7º         | 77            | 6º            |                   |
| 08         | Bulgária             | 2               |                 | 3                    |                 |                 |                 |                 |                 | 3               |                 |                 |                 | 6                  | 2               | 6               | 6               | 5               | 2               |                 | 10              |                 | 27         | 17º        | 59         | 9º         | 45            | 11º           |                   |
| 10         | Croácia              | 1               | 1               | 12                   |                 |                 |                 | 8               |                 |                 |                 |                 |                 | 7                  |                 |                 |                 |                 | 12              |                 |                 | 1               | 66         | 7º         | 34         | 14º        | 42            | 12            |                   |
| 15         | Eslováquia           |                 |                 |                      |                 |                 |                 |                 | 6               | 1               |                 |                 |                 |                    | 7               |                 | 4               |                 | 1               | 3               |                 |                 | 40         | 15º        | 32         | 15º        | 22            | 18º           |                   |
| 09         | Eslovénia            | 4               |                 | 5                    |                 | 8               |                 |                 |                 |                 |                 |                 |                 | 4                  |                 |                 |                 |                 | 10              |                 |                 |                 | 40         | 14º        | 27         | 16º        | 31            | 17º           |                   |
| 14         | Estónia              | 7               | 4               |                      | 3               |                 | 10              | 1               |                 | 10              | 7               | 8               | 8               |                    |                 | 8               | 12              | 7               |                 | 12              |                 | 3               | 102        | 4º         | 88         | 5º         | 100           | 4º            |                   |
| 12         | Geórgia              |                 | 6               |                      |                 |                 |                 |                 | 4               |                 |                 |                 | 12              |                    |                 |                 | 1               |                 |                 |                 | 3               | 10              | 62         | 8º         | 15         | 18º        | 36            | 14º           |                   |
| 03         | Países Baixos        | 8               |                 |                      |                 |                 |                 | 2               | 7               |                 |                 |                 | 3               |                    |                 | 3               |                 | 4               |                 | 1               | 7               |                 | 31         | 16º        | 51         | 10º        | 35            | 15º           |                   |
| 18         | Lituânia             |                 | 10              |                      | 4               | 4               | 7               | 7               | 10              | 5               | 5               | 4               |                 |                    | 10              | 7               | 7               | 10              | 6               | 2               | 2               | 4               | 55         | 10º        | 128        | 3º         | 104           | 3º            |                   |
| 02         | Macedónia do Norte   |                 | 2               | 8                    | 7               | 7               |                 | 6               |                 |                 | 1               |                 |                 |                    | 1               |                 |                 |                 | 8               |                 | 8               | 5               | 58         | 9º         | 63         | 8º         | 53            | 9º            |                   |
| 04         | Malta                |                 | 5               |                      | 6               | 5               | 2               | 4               | 3               |                 | 4               | 2               | 6               | 2                  |                 |                 |                 | 12              | 3               | 4               | 6               | 6               | 97         | 5º         | 39         | 11º        | 70            | 7º            |                   |
| 16         | Noruega              |                 | 3               | 1                    | 2               |                 | 4               |                 | 8               |                 |                 | 3               | 4               |                    | 3               |                 | 3               |                 |                 | 10              | 4               |                 | 25         | 18º        | 72         | 6º         | 45            | 10º           |                   |
| 06         | Portugal             | 3               |                 | 4                    |                 | 3               | 5               | 3               |                 | 8               |                 | 6               | 1               |                    |                 | 5               |                 |                 |                 |                 | 1               |                 | 49         | 12º        | 37         | 13º        | 39            | 13º           |                   |
| 01         | Sérvia               | 10              | 8               | 10                   | 12              | 10              | 8               | 12              | 1               | 12              | 10              | 10              | 2               | 12                 | 5               | 10              | 8               | 3               |                 | 8               |                 | 8               | 141        | 2º         | 148        | 2º         | 159           | 2º            |                   |
| 11         | Suécia               | 12              | 7               | 7                    | 10              | 6               | 12              | 10              | 12              | 8               | 12              | 12              | 10              | 6                  | 8               | 12              | 10              | 8               | 7               |                 | 5               | 7               | 145        | 1º         | 180        | 1º         | 181           | 1º            |                   |
| 13         | Turquia              | 6               |                 | 6                    | 8               |                 | 3               |                 | 2               | 7               | 3               | 7               |                 | 10                 | 12              | 1               |                 | 6               |                 | 7               |                 | 2               | 42         | 13º        | 114        | 4º         | 80            | 5º            |                   |
| 07         | Ucrânia              |                 | 12              | 2                    | 5               | 1               | 1               |                 | 5               | 2               | 6               |                 | 5               | 3                  | 6               | 2               | 2               | 2               | 4               | 6               |                 |                 | 109        | 3º         | 24         | 17º        | 64            | 8º            |                   |
| #          | Países Pontuados     | Alemanha        | Bielorrússia    | Bósnia e Herzegovina | Bulgária        | Croácia         | Eslováquia      | Eslovénia       | Estónia         | França          | Geórgia         | Países Baixos   | Lituânia        | Macedónia do Norte | Malta           | Noruega         | Portugal        | Reino Unido     | Sérvia          | Suécia          | Turquia         | Ucrânia         | Júri       | Class.     | Televoto   | Class.     | Total         | Lugar         | Passou Não Passou |
| #          | Países Pontuados     | Países Votantes | Países Votantes | Países Votantes      | Países Votantes | Países Votantes | Países Votantes | Países Votantes | Países Votantes | Países Votantes | Países Votantes | Países Votantes | Países Votantes | Países Votantes    | Países Votantes | Países Votantes | Países Votantes | Países Votantes | Países Votantes | Países Votantes | Países Votantes | Países Votantes | Parciais   | Parciais   | Parciais   | Parciais   | Classificação | Classificação | Situação          |

     Vencedor
     2.º lugar
     3.º lugar
     Regra de um país não poder votar em si próprio
     0 (zero) pontos
     Passou à final
     Apurado pelo júri para a final
     Passaria/ganharia à final só com televoto
     Passaria à final/ganharia só com júri
     Não passaria à final/não ganharia só com televoto 
     Não passaria à final/não ganharia só com júri
     Pontuação nula ("null points")
Negrito + itálico Pontuação dos países apurados/dos três primeiros na final
Negrito Pontuação mais alta do parcial júri ou televoto (e a pontuação individual 12)

### Final
Fonte (dos resultados): Página Oficial do Festival Eurovisão da Canção

| #  | País                 | Idioma           | Artista                | Canção                                 | Tradução para Português        | Pontuação | Lugar |
| -- | -------------------- | ---------------- | ---------------------- | -------------------------------------- | ------------------------------ | --------- | ----- |
| 01 | Reino Unido          | Inglês           | Engelbert Humperdinck  | "Love Will Set You Free"               | O amor libertar-te-á           | 12        | 25º   |
| 02 | Hungria              | Inglês           | Compact Disco          | "Sound of Our Hearts"                  | O som dos nossos corações      | 19        | 24º   |
| 03 | Albânia              | Albanês          | Rona Nishliu           | "Suus"2                                | Pessoal                        | 146       | 05º   |
| 04 | Lituânia             | Inglês           | Donny Montell          | "Love Is Blind"                        | O amor é cego                  | 70        | 14º   |
| 05 | Bósnia e Herzegovina | Bósnio           | MayaSar                | "Korake ti znam"                       | Eu conheço os teus passos      | 55        | 18º   |
| 06 | Rússia               | Udmurte, Inglês  | Buranovskiye Babushki  | "Party for Everybody"                  | Festa para Todos               | 259       | 02º   |
| 07 | Islândia             | Inglês           | Gréta Salóme & Jónsi   | "Never Forget"                         | Nunca te esqueças              | 46        | 20º   |
| 08 | Chipre               | Inglês           | Ivi Adamou             | "La La Love"                           | La La Amor                     | 65        | 16º   |
| 09 | França               | Francês, Inglês  | Anggun                 | "Echo (You and I)"                     | Echo (Tu e eu)                 | 21        | 22º   |
| 10 | Itália               | Inglês, Italiano | Nina Zilli             | "L'amore è femmina (Out of Love)"      | O amor é mulher (Fora do Amor) | 101       | 09º   |
| 11 | Estónia              | Estônio          | Ott Lepland            | "Kuula"                                | Ouve                           | 120       | 06º   |
| 12 | Noruega              | Inglês           | Tooji                  | "Stay"                                 | Fica                           | 7         | 26º   |
| 13 | Azerbaijão           | Inglês           | Sabina Babayeva        | "When The Music Dies"                  | Quando a música morre          | 150       | 04º   |
| 14 | Roménia              | Espanhol, Inglês | Mandinga               | "Zaleilah"                             | Zaleilah                       | 71        | 12º   |
| 15 | Dinamarca            | Inglês           | Soluna Samay           | "Should've Known Better"               | Deveria ter conhecido melhor   | 21        | 23º   |
| 16 | Grécia               | Inglês           | Eleftheria Eleftheriou | "Aphrodisiac"                          | Afrodisíaco                    | 64        | 17º   |
| 17 | Suécia               | Inglês           | Loreen                 | "Euphoria"                             | Euforia                        | 372       | 01º   |
| 18 | Turquia              | Inglês           | Can Bonomo             | "Love Me Back"                         | Ama-me de novo                 | 112       | 07º   |
| 19 | Espanha              | Espanhol         | Pastora Soler          | "Quédate Conmigo"                      | Fica comigo                    | 97        | 10º   |
| 20 | Alemanha             | Inglês           | Roman Lob              | "Standing Still"                       | Ainda de Pé                    | 110       | 08º   |
| 21 | Malta                | Inglês           | Kurt Calleja           | "This Is The Night"                    | Esta é a noite                 | 41        | 21º   |
| 22 | Macedónia do Norte   | Macedônio        | Kaliopi                | "Crno i belo" (Црно и бело)            | Preto e Branco                 | 71        | 13º   |
| 23 | Irlanda              | Inglês           | Jedward                | "Waterline"                            | Linha de Água                  | 46        | 19º   |
| 24 | Sérvia               | Sérvio           | Željko Joksimović      | "Nije Ljubav Stvar" (Није љубав ствар) | Não é uma questão de amor      | 214       | 03º   |
| 25 | Ucrânia              | Inglês           | Gaitana                | "Be My Guest"                          | Sê o meu Convidado             | 65        | 15º   |
| 26 | Moldávia             | Inglês5          | Pasha Parfeny          | "Lăutar"                               | Lăutar                         | 81        | 11º   |

## Factos e Controvérsias

### As participações
- Andorra – Em 19 de outubro de 2011, Andorra anunciou que estaria fora da próxima edição devido a fatores financeiros e que planejava deixar a EBU/UER por causa disso.[34][35]
- Arménia – Em 7 de março de 2012, a AMPTV anunciou que não iria participar do Festival de 2012,devido as tensões políticas com o Azerbaijão.[36]
- Chéquia – Em 24 de outubro de 2011, a República Checa anunciou que estaria fora desta edição, o que foi confirmado quando a Česká televize anunciou sua programação para 2012.[37]
- Liechtenstein – Em 26 de novembro de 2012 foi confirmado que o país não iria participar. Porém, isso contrariava dois documentos divulgados entre março e outubro, onde mostrava que a emissora nacional do Liechtenstein, a 1FLTV, tinha garantido o seu status de membro ativo da EBU/UER, o que levou a especulações da participação do país.[38]  Em 29 de novembro fora revelado que estes documentos eram falsos.[39]
- Mónaco – Foi reportado no encontro de 23 de novembro de 2011 da  EBU/UER em Genebra, que o Mónaco queria voltar ao festival em 2012.[40]  Entretanto foi revelado por Philip Bosco, ex-chefe de delegação da Télé Monte Carlo, que o retorno do país não seria tão cedo porque questões financeiras.[41]
- Marrocos – Numa entrevista do chefe da delegação francesa ao ESC Today, ele disse que Marrocos poderia retornar ao festival em 2012 com a segunda emissora privada do país, a 2M TV.[42] Outras reportagens colocaram que o retorno de Marrocos estava em vias de acontecer, entretanto não houve avanços.[40][43]
- Polónia – Em 16 de novembro de 2011, foi reportado no Facebook da Telewizja Polska (TVP) que a Polônia poderia desistir do Festival de 2012.[44] Isso foi confirmado dias depois pela própria emissora. Nesse comunicado a Telewizja Polska, ela esclareceu que a desistência do Festival seria para dar prioridade para as transmissões da UEFA Euro 2012, na qual a emissora seria a host broadcaster juntamente com a NTU da Ucrânia, e os Jogos Olímpicos de Verão de 2012.

### Estatísticas

#### Artistas repetentes
Ao longo da história, mais de 1500 artistas pisaram o palco Eurovisão, vários destes artistas repetiram a sua experiência eurovisiva uma ou mais vezes. Em 2012, os repetentes foram:
| País (2012)        | Foto               | Artista           | Ano(s) Anterior(es)                 | País Representado   | Canção                  | Tradução    | Pontuação | Classificação      |
| ------------------ | ------------------ | ----------------- | ----------------------------------- | ------------------- | ----------------------- | ----------- | --------- | ------------------ |
| Islândia           | Jónsi.             | Jónsi             | ESC 2004                            | Islândia            | "Heaven"                | Paraíso     | 16        | 19º                |
| Irlanda            | Jedward.           | Jedward           | ESC 2011                            | Irlanda             | "Lipstick"              | Batom       | 119       | 8º                 |
| Macedónia do Norte | Kaliopi.           | Kaliopi           | ESC 1996                            | Macedónia           | "Samo ti" (Само ти)     | Só você     | 14        | 26º (pré-selecção) |
| Sérvia             | Željko Joksimović. | Željko Joksimović | ESC 2004 (pelo Sérvia e Montenegro) | Sérvia e Montenegro | "Lane moje" (Лане моје) | Meu Querido | 263       | 2º                 |